# Gotsja Dzjamaraoeli
Gocha Dzjamaraoeli (Georgisch: გოჩა ჯამარაული) (Gardabani, 23 juli 1971) is een voormalig profvoetballer uit Georgië. Hij speelde als middenvelder niet alleen in zijn vaderland, maar ook in Rusland, Turkije, Zwitserland en Cyprus. Hij beëindigde zijn actieve carrière in het seizoen 2005-2006 bij het Cypriotische Anorthosis Famagusta.

## Interlandcarrière
Dzjamaraoeli speelde in de periode 1992–2004 in totaal 62 officiële interlands voor het Georgisch voetbalelftal, en maakte zes doelpunten voor de nationale ploeg.
| Interlanddoelpunten | Interlanddoelpunten | Interlanddoelpunten | Interlanddoelpunten | Interlanddoelpunten | Interlanddoelpunten | Interlanddoelpunten |
| #                   | Datum               | Locatie             | Tegenstander        | Goal(s)             | Uitslag             | Wedstrijd           |
| ------------------- | ------------------- | ------------------- | ------------------- | ------------------- | ------------------- | ------------------- |
| 1                   | 23/06/1994          | Riga, Letland       | Letland             | 75'                 | 1–3                 | Oefeninterland      |
| 2                   | 27/03/1996          | Limasol, Cyprus     | Cyprus              | 65'                 | 0–2                 | Oefeninterland      |
| 3                   | 06/02/1998          | Valletta, Malta     | Letland             | 50'                 | 1–2                 | Oefeninterland      |
| 4                   | 06/02/1998          | Valletta, Malta     | Letland             | 72'                 | 1–2                 | Oefeninterland      |
| 5                   | 10/02/1998          | Valletta, Malta     | Malta               | 72'                 | 1–3                 | Oefeninterland      |
| 6                   | 01/09/2001          | Tbilisi, Georgië    | Hongarije           | 53'                 | 3–1                 | WK-kwalificatie     |

## Na de sport
In 2016 werd Dzjamaraoeli bij een tussentijdse verkiezing in zijn thuisgemeente Gardabani namens de regerende Georgische Droom gekozen als gambegeli, het hoofd van de gemeente dat overeenkomt met een burgemeester. Bij de reguliere gemeentelijke verkiezingen van oktober 2017 was hij niet herkiesbaar. Hij heeft zakelijke belangen, voornamelijk een particuliere universitaire kliniek.

## Erelijst
Dinamo Tbilisi
- Georgisch landskampioen

1991, 1992, 1993, 1994, 1995, 1996
- Georgisch bekerwinnaar

1992, 1993, 1994, 1995, 1996
 FC Zürich
- Zwitserse beker

2000